# 唐橋君山
唐橋 君山（からはし くんざん、元文元年（1736年） - 寛政12年11月8日（1800年12月23日））は、江戸時代中期から後期にかけての豊後国岡藩の医師で儒学者。『豊後国志』を編纂したことで知られる。名は剛克、字は美卿、通称は世済。

## 略歴
儒医唐橋秀成の子として江戸に生まれる。父と同様に医を業とする一方、高野蘭亭、大内熊耳らに詩を学び、儒学も修めた。屋代弘賢や古屋昔陽と親交を結び、服部南郭の門下にも出入りした。また、平賀源内らとも交わり狂歌を作った。
天明4年（1784年）に豊後国岡藩第8代藩主中川久貞に招かれ侍医となる。天明7年（1787年）に岡藩の医学館が完成するとその教授に任じられ、古医方を教えるかたわら、漢学・詩文等も教えた。久貞は君山のために岡城の西にあった大勝院に円通閣を築き、円通閣には田能村竹田（田能村孝憲）らが集い詩文書画の場となった。
寛政9年（1797年）に豊後国の地誌編纂の幕命を受けた岡藩第9代藩主中川久持によって、翌寛政10年（1798年）に地誌編纂を命じられ、田能村竹田、伊藤鏡河（伊藤猛）らと実地調査を行って編纂を進めたが、寛政12年（1800年）に業半ばで病没。田能村竹田、伊藤猛らがその後を引き継ぎ、享和3年（1803年）11月に全9巻を完成した。この間に藩主中川久持も没しており、完成した『豊後国志』は享和4年（1804年）に第10代藩主中川久貴によって幕府に献納された。
君山はまた『豊後国風土記』の注釈本『箋釈豊後風土記』も著している。